# Frea albovittata
Frea albovittata là một loài bọ cánh cứng trong họ Cerambycidae.